# Isla Danzante
Isla Danzante, es una isla mexicana en el Golfo de California al este de la Península de Baja California. La isla actualmente está deshabitada y forma parte del Municipio de Loreto .

## Biología
Isla Danzante tiene 16 especies de reptiles, incluyendo Aspidoscelis tigris (tigre de cola de tigre), Bogertophis rosaliae (culebra rata de Baja California), Callisaurus draconoides (lagarto de cola de cebra), Chilomeniscus stramineus (serpiente de arena variable), Coleonyx variegatus (geco de banda occidental), Coluber fuliginosus (Coachwhip de Baja California), Crotalus ruber (serpiente de cascabel de diamante rojo), Hypsiglena ochrorhyncha (serpiente nocturna de la costa), Hypsiglena slevini (serpiente nocturna de Baja California), Petrosaurus repens (lagarto de roca de nariz corta), Phyllodactylus nocticolus (gecko de dedos de hoja peninsular), Rena humilis (serpiente de hilo occidental), Sauromalus slevini (Slevin's chuckwalla), Trimorphodon lyrophanes (California lyresnake), Urosaurus nigricauda (lagarto cepillo de cola negra) y Uta stansburiana (lagarto común con manchas laterales).

## Otras lecturas
- Williams, J.H. (August 1996). Baja Boaters Guide II: Sea of Cortez. H.J. Williams Publications. p. 145. ISBN 0-9616843-8-0.

- Datos: Q1301010